# Gluteliny
Gluteliny – białka pełniące role zapasowe, podobne do prolamin, obecne w bielmie nasion niektórych traw. Stanowią 35-45% masy białek mąki. Zawierają dużo kwasu glutaminowego, asparaginowego, argininy i proliny, za to mało lizyny, tryptofanu i metioniny. Są nierozpuszczalne w wodzie, za to rozpuszczalne w rozcieńczonych kwasach, zasadach, roztworach detergentów, związkach redukujących (beta-merkaptoetanol) czy czynnikach chaotropowych (stężony roztwór moczniku).
Glutenina, składnik glutenu, jest najbardziej powszechną gluteliną obecną w pszenicy i odpowiedzialną za właściwości piekarskie mąki. Zidentyfikowano także gluteliny z jęczmienia i żyta.